# Simone Rapin
Pour les articles homonymes, voir Rapin.
Simone Rapin, née le 16 juin 1901 à Lausanne et morte le 20 juillet 1988 à Genève, est une écrivaine vaudoise.

## Biographie
Originaire de Payerne, Simone Rapin (nièce d'Aimée Rapin) est descendante de romanichels hongrois. Après des études de lettres à l'Université de Lausanne puis à la Sorbonne à Paris elle se lance dans le théâtre à Paris puis créatrice revient en Suisse pour jouer L'annonce faite à Marie de Claudel en 1924. Elle entame ensuite une carrière de cantatrice et organise en 1936 le premier échange de musique austro-française, où elle chante Berg, Webern, von Spitzmüller.
Elle reçoit pour son œuvre différentes distinctions, parmi celles-ci le Prix international des poètes de France en 1960, le Grand prix international de poésie vivante en Wallonie en 1976, le Prix des écrivains genevois 1976 et la Plume d'or 1987 de la Société genevoise des écrivains. 

## Sources
- « Simone Rapin », sur la base de données des personnalités vaudoises sur la plateforme « Patrinum » de la Bibliothèque cantonale et universitaire de Lausanne.
- Écrivaines et écrivains d'aujourd'hui 1988, Les Femmes dans la mémoire de Genève p. 261-262, Les princes du Rhône p. 23-27